# جنویو توبین

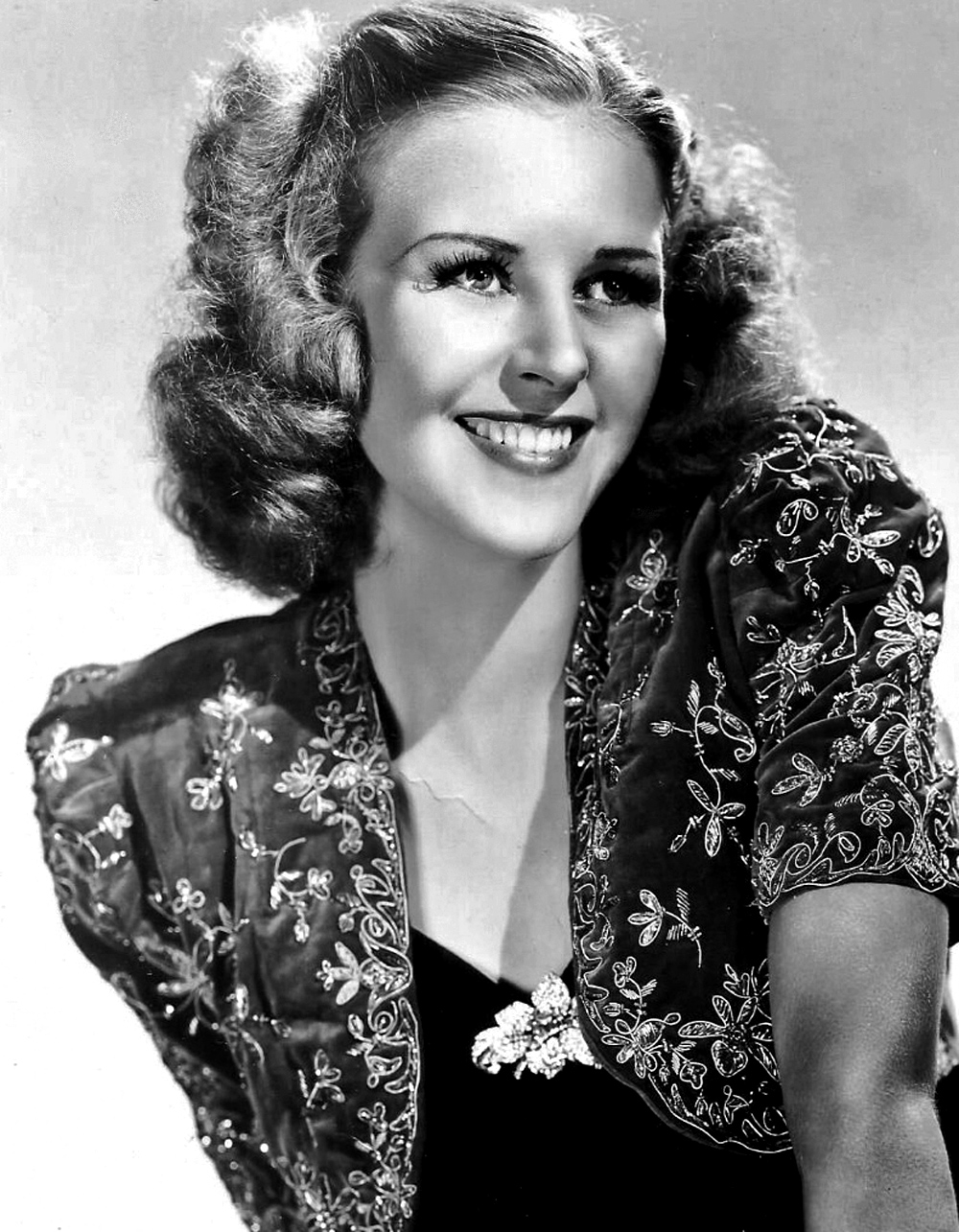

جنویو توبین (انگلیسی: Genevieve Tobin؛ ۲۹ نوامبر ۱۸۹۹ – ۳۱ ژوئیهٔ ۱۹۹۵) هنرپیشه اهل ایالات متحده آمریکا بود. وی بین سال‌های ۱۹۱۰ تا ۱۹۴۰ میلادی فعالیت می‌کرد.

## بخشی از فیلمشناسی
از فیلم‌ها یا برنامه‌های تلویزیونی که وی در آن نقش داشته‌است می‌توان به آثار زیر اشاره کرد.
- بذر (فیلم ۱۹۳۱) (۱۹۳۱)
- یک ساعت با تو (۱۹۳۲)
- زن سرخ‌پوش (فیلم ۱۹۳۵) (۱۹۳۵)
- پُر مشغله (۱۹۳۶)
- جنگل سنگی (۱۹۳۶)
- مرد درون آینه (فیلم ۱۹۳۶) (۱۹۳۶)
- مدرسه هنرپیشگی (فیلم) (۱۹۳۸)